# Нову-Айран

Нову-Айран на карте штата.

Нову-Айран (порт. Novo Airão)  —  муниципалитет в Бразилии, входит в штат Амазонас. Составная часть мезорегиона Север штата Амазонас. Входит в экономико-статистический микрорегион Риу-Негру. Население составляет 14 723 человек на 2010 год. Занимает площадь 37 796,24 км². Плотность населения — 0,39 чел./км².

## История
Город основан в 1955 году.

## География
Климат местности: экваториальный.

## Границы
Муниципалитет граничит:
- на севере —  штат Рорайма
- на востоке —  муниципалитеты Президенти-Фигейреду, Манаус
- на юго-востоке —  муниципалитет Ирандуба
- на юге —  муниципалитеты Манакапуру, Каапиранга
- на юго-западе —  муниципалитет Кодажас
- на северо-западе —  муниципалитет Барселус

## Демография
Согласно сведениям, собранным в ходе переписи 2010 г. Национальным институтом географии и статистики (IBGE), население муниципалитета составляет:
| Полное население                               | Полное население                               | Полное население                               | Полное население                               | 14 723 |
| ---------------------------------------------- | ---------------------------------------------- | ---------------------------------------------- | ---------------------------------------------- | ------ |
| в том числе:                                   | Городское население                            | 9499                                           | Процент городского населения, %                | 64,52  |
|                                                | Сельское население                             | 5224                                           | Процент сельского населения, %                 | 35,48  |
|                                                | Мужское население                              | 7607                                           | Процент мужского населения, %                  | 51,67  |
|                                                | Женское население                              | 7116                                           | Процент женского населения, %                  | 48,33  |
| Плотность населения, чел/км²                   | Плотность населения, чел/км²                   | Плотность населения, чел/км²                   | Плотность населения, чел/км²                   | 0,39   |
| Население муниципалитета в % к населению штата | Население муниципалитета в % к населению штата | Население муниципалитета в % к населению штата | Население муниципалитета в % к населению штата | 0,42   |

По данным оценки 2015 года, население муниципалитета составляет 17 671 житель.

## Важнейшие населенные пункты
| № | Населённый пункт | Населённый пункт (порт.) | Категория | Население чел. (2010) | На карте                       |
| - | ---------------- | ------------------------ | --------- | --------------------- | ------------------------------ |
| 1 | Нову-Айран       | Novo Airão               | город     | 9499                  | 2°37′36″ ю. ш. 60°56′45″ з. д. |
| 2 | Бон-Жезус        | Bom Jesus                | поселок   | нет данных            | 2°07′18″ ю. ш. 61°11′53″ з. д. |
| 3 | Игарапе-Асу      | Igarapé Açu              | поселок   | нет данных            | 2°49′34″ ю. ш. 60°47′09″ з. д. |
| 4 | Тиририка         | Tiririca                 | поселок   | нет данных            | 2°42′59″ ю. ш. 60°50′11″ з. д. |